# Operador lineal acotado
Un operador lineal acotado u operador acotado es una aplicación lineal definida sobre un espacio vectorial normado tal que la norma de sus valores puede acotarse. Más precisamente, la aplicación lineal {\displaystyle B:X\longrightarrow Y\;} es un operador acotado si y solo sí:

{\displaystyle \exists K\in \mathbb {R} :\max _{\|v\|=1}\|B(v)\|\leq K}

## Propiedades de los operadores acotados
- En un espacio vectorial normado de dimensión finita todo operador lineal es acotado. Por lo que el concepto de operador acotado solo resulta interesante y no trivial en espacios de dimensión no finita como los que aparecen en el análisis funcional o la mecánica cuántica.
- Un operador acotado (en un espacio de Banach) es una función continua entre espacios vectoriales. Trivialmente todas las aplicaciones lineales entre espacios vectoriales de dimensión finita son continuas, sin embargo, esto último no es cierto para espacios de dimensión infinita.
- El espectro de un operador acotado es un conjunto acotado.

## Jerarquía de operadores acotados
Existen diversos subtipos de operadores acotados, según se impongan criterios más restrictivos sobre sus propiedades. En particular en espacios de dimensión infinita puede establecerse la siguiente secuencia de inclusiones propias:

{\displaystyle {\mbox{acotado}}\supset {\mbox{compacto}}\supset {\mbox{Hilbert-Schmidt}}\supset {\mbox{Operador con traza}}\supset {\mbox{degenerado}}}

En dimensión finita si un operador es acotado pertenece a la clase de operadores acotados entonces también pertenece a cualquiera de las otras clases de arriba, por lo que la cadena anterior es trivial.
En lo que sigue consideraremos solo espacios de Banach o de Hilbert.

### Operadores compactos
Un operador A se llama compacto o absolutamente continuo si para toda sucesión acotada la imagen de dicha sucesión contiene una subsucesión convergente. Es decir:

{\displaystyle \left(\forall \{\varphi _{j}\}_{j=1}^{\infty }:\max _{j}\|\varphi _{j}\|\leq C\right)\Rightarrow \left(\exists \{\varphi _{j_{k}}\}_{k=1}^{\infty }:A\varphi _{j_{k}}\ {\mbox{converge}}\right)}

Obsérvese que un operador compacto necesariamente es acotado. Si un operador no fuera acotado podríamos encontrar una secuencia acotada que diverge en norma {\displaystyle \|A\varphi _{j}\|\to \infty } y por tanto sería imposible encontrar una subsecuencia convergente, y por tanto tampoco podría ser compacto.

### Operadores Hilbert-Schmidt
Un operador de Hilbert–Schmidt (llamados así por David Hilbert y Erhard Schmidt) es un operador acotado A sobre un espacio de Hilbert H cuya norma de Hilbert–Schmidt es finita, es decir:

{\displaystyle \|A\|_{HS}^{2}={\rm {Tr}}|A|^{2}:=\sum _{n\geq 0}\|Ae_{n}\|^{2}}

donde
{\displaystyle \|\ \|} es la norma del espacio H
{\displaystyle \{e_{n}:n=0,1,2,...\}} es una base de Hilbert ortonormal para H
Esta definición resulta independiente de la elección de la base y por tanto:

{\displaystyle \|A\|_{HS}^{2}=\sum _{m,n\geq 0}|A_{m,n}|^{2}=\|A\|_{2}^{2}}

para {\displaystyle \scriptstyle A_{m,n}=\langle e_{m},Ae_{n}\rangle } y {\displaystyle \scriptstyle \|A\|_{2}} la norma de Schatten de {\displaystyle A}. En el espacio euclídeo {\displaystyle \scriptstyle \|\ \|_{HS}} se llama también norma de Frobenius.
El producto de dos operadores de Hilbert–Schmidt tiene una norma de traza finita; por tanto si A y B son dos operadores de Hilbert-Schmidt, se puede definir el producto interno de Hilbert–Schmidt entre ellos como:

{\displaystyle \langle A,B\rangle _{\mathrm {HS} }=\operatorname {tr} (A^{*}B)=\sum _{n\geq 0}\langle Ae_{n},Be_{n}\rangle .}

Los operadores de Hilbert–Schmidt forman un ideal bilateral *-ideal en el álgebra de Banach formada por los operadores acotados de H. El conjunto de los operadores de Hilbert–Schmidt es cerrado en la norma topológica si y solo si H es de dimensión finita. Los operadores de Hilbert-Schmidt de un espacio, también forman ellos mismos un espacio de Hilbert y puede demostrarse que existe una transformación naturalmete isométrica e isomorfa entre ese espacio y el producto tensorial de espacios de Hilbert:

{\displaystyle H^{*}\otimes H,}

donde H* es el espacio dual topológico de H.

### Operadores con traza
Un operador lineal acotado A definido sobre un espacio de Hilbert separable H se llama de clase traza o de traza finita si para alguna base ortonormal {ek}k de H la suma de términos positivos:

{\displaystyle \|A\|_{1}={\rm {tr}}\ |A|:=\sum _{k}\langle (A^{*}A)^{1/2}\,e_{k},e_{k}\rangle }

es finita. En ese caso la suma:

{\displaystyle {\rm {tr}}\ A:=\sum _{k}\langle Ae_{k},e_{k}\rangle }

es absolutamente convergente y es independiente de la elección de la base ortonormal. Este valor se denomina traza de A.

## Espectro
El espectro de un operador acotado tiene las siguientes propiedades básicas:
- El espectro σ(B) de un operador B es siempre un conjunto no vacío. Esto se sigue del teorema de Liouville aplicado a la función compleja {\displaystyle f(\lambda ):=(w,(B-\lambda )^{-1}v)}.
- El espectro es un conjunto acotado lo cual se sigue de la expansión en serie de Neumann en λ. Es más el espectro σ(B) está acotado superiormente por ||B||, es decir, un disco cerrado centrado en el origen y radio ||B|| contiene todos los valores de σ(B).
- Además puede verse que el espectro σ(B) es un conjunto cerrado, y al ser un subconjunto del plano complejo que es cerrado y acotado, se sigue que es también un conjunto compacto, por el teorema de Heine-Borel.
- La cota superior ||B|| para el radio de la bola centrada que contiene al espectro puede mejorarse, de hecho se define el radio espectral como el ínfimo de dicho radio es decir:

{\displaystyle r_{\sigma }(B)=\sup\{|\lambda |:\lambda \in \sigma (B)\}}

La fórmula del radio espectral para un operador B dice que:

{\displaystyle r_{\sigma }(B)=\lim _{n\to \infty }\|B^{n}\|^{1/n}}

- Si B es un operador compacto, entonces puede probarse cualquier valor no nulo del espectro pertenece al espectro puntual, siendo 0 el único posible valor fuera del espectro no puntual.
- Si T es un operador normal en un espacio de Hilbert, entonces un teorema muy notable, conocido como teorema espectral, asegura que el espectro residual es vacío.

- Además para un operador acotado en un espacio de Hilbert es posible definir siempre su operador adjunto. Dadas las similitudes de la aplicación {\displaystyle A\to A^{*}} con la conjugación compleja, no es de extrañar que exista una relación estrecha entre el espectro de A y el de su adjunto. Así si A es un operador acotado se tiene que:[3]

{\displaystyle \lambda \in \rho (A)\Leftrightarrow {\bar {\lambda }}\in \rho (A^{*})}
{\displaystyle \lambda \in \sigma _{p}(A)\Rightarrow {\bar {\lambda }}\in \sigma _{p}(A^{*})\cup \sigma _{r}(A^{*})}
{\displaystyle \lambda \in \sigma _{r}(A)\Rightarrow {\bar {\lambda }}\in \sigma _{p}(A^{*})}
{\displaystyle \lambda \in \sigma _{c}(A)\Leftrightarrow {\bar {\lambda }}\in \sigma _{c}(A^{*})}